# 英普同盟 (1788年)
英普同盟（えいふどうめい、英語: Anglo-Prussian Alliance）は1788年8月13日に締結された、グレートブリテン王国（イギリス）とプロイセン王国の軍事同盟。墺露同盟の対応策として締結されたこの同盟は、墺土戦争と露土戦争によりオーストリアとロシアがオスマン帝国を攻撃して勢力を拡張しすぎることを防ごうとした。

## 背景
プロイセンとイギリスはオーストリアとロシアが黒海地域で領土を拡大すると、ヨーロッパの勢力均衡に危害を与えることを懸念した。イギリスでは小ピットがこの政策を支持し、駐露大使のチャールズ・ウィットワースも駐プロイセン大使のジョセフ・エワートも同様だった。ピットはロシアとの貿易赤字の是正にも関心を示しており、彼はイギリスの貿易先をロシアからポーランド・リトアニア共和国など同地域のほかの国に変えようとした。イギリスは戦争を望んでおらず、ロシアが領土変更なしでオスマン帝国と講和するだけでも満足とするつもりだったが、そうなる可能性が低いことを気付かされた。

## 三国同盟へ
1788年4月にはプロイセンが対露戦争のための融資をネーデルラント連邦共和国から受けた。この英普蘭同盟は三国同盟として知られるようになる。